# Ножевой ангел
«Ножевой ангел» (англ. Knife Angel); также именуемый Национальным памятником против насилия и агрессии (англ. National Monument Against Violence and Aggression) — современная британская скульптура, состоящая из 100 000 ножей, созданная художником Элфи Брэдли и Британским металлургическим центром в Озуэстри.
Строительство ангела было завершено в 2018 году, его высота составляет 27 футов (8,2 м). Для создания скульптуры на металлургическом заводе было произведено 200 ножей, и была объявлена амнистия для людей, которые анонимно пожертвовали свои ножи. Также были включены ножи, конфискованные полицией, многие из которых поступали в трубках с доказательствами. Примерно 30 % ножей, используемых в ангеле, прибыло с телесными жидкостями на их поверхности. На некоторых ножах выгравированы имена жертв или послания от их семей.
Скульптура была создана для того, чтобы подчеркнуть преступления с применением холодного оружия в Соединённом Королевстве и рассказать молодёжи о пагубных последствиях агрессивного поведения для их сообществ.